# Jalalpore
Jalalpore (en guyaratí: જલાલપોર ) es una ciudad de la India en el distrito de Navsari, estado de Guyarat.

## Geografía
Se encuentra a una altitud de 14 m s. n. m. a 311 km de la capital estatal, Gandhinagar, en la zona horaria UTC +5:30.

## Demografía
Según estimación 2011 contaba con una población de 18 776 habitantes.